# Макклейн (округ, Оклахома)
Шаблон:StateAbbr_ 35°00′ пн. ш. 97°26′ зх. д. / 35° пн. ш. 97.44° зх. д.
Округ  Макклейн (англ. McClain County) — округ (графство) у штаті  Оклахома, США. Ідентифікатор округу 40087.

## Історія
Округ утворений 1907 року.

## Демографія
За даними перепису 
2000 року 
загальне населення округу становило 27740 осіб, зокрема міського населення було 5128, а сільського — 22612.
Серед мешканців округу чоловіків було 13774, а жінок — 13966. В окрузі було 10331 домогосподарство, 8042 родин, які мешкали в 11189 будинках.
Середній розмір родини становив 3,04.
Віковий розподіл населення поданий у таблиці:
| Стать    | До 15 років | 15-21 | 22-29 | 30-39 | 40-49 | 50-65 | 65-85 | Понад 85 |
| -------- | ----------- | ----- | ----- | ----- | ----- | ----- | ----- | -------- |
| Чоловіки | 3051        | 1534  | 1172  | 2028  | 2149  | 2364  | 1390  | 86       |
| Жінки    | 2949        | 1296  | 1256  | 2095  | 2182  | 2343  | 1587  | 258      |

## Суміжні округи
- Клівленд — північ
- Поттаватомі — північний схід
- Понтоток — схід
- Гарвін — південь
- Грейді — захід

## Виноски
1. ↑  U.S. Decennial Census. United States Census Bureau. Архів оригіналу за 26 квітня 2015. Процитовано 21 лютого 2015.
2. ↑  Historical Census Browser. University of Virginia Library. Архів оригіналу за 11 серпня 2012. Процитовано 21 лютого 2015.
3. ↑  Forstall, Richard L., ред. (27 березня 1995). Population of Counties by Decennial Census: 1900 to 1990. United States Census Bureau. Архів оригіналу за 19 лютого 2015. Процитовано 21 лютого 2015.
4. ↑  Census 2000 PHC-T-4. Ranking Tables for Counties: 1990 and 2000 (PDF). United States Census Bureau. 2 квітня 2001. Архів оригіналу (PDF) за 18 грудня 2014. Процитовано 21 лютого 2015.
5. ↑  State & County QuickFacts. United States Census Bureau. Архів оригіналу за 6 червня 2011. Процитовано 9 листопада 2013.(англ.) Наведено за англійською вікіпедією.
6. ↑  American FactFinder. Бюро перепису населення США. Архів оригіналу за 26 лютого 2012. Процитовано 31 січня 2008.

| США | Це незавершена стаття з географії США. Ви можете допомогти проєкту, виправивши або дописавши її. |